# Cisticola dambo
Cisticola dambo là một loài chim trong họ Cisticolidae.